# Steynsburg
Steynsburg ist eine Ortschaft im Distrikt Joe Gqabi in der südafrikanischen Provinz Eastern Cape. Sie befindet sich in einer Region im Nordosten der Provinz, die vorwiegend von landwirtschaftlichen Erwerbstätigkeiten geprägt ist.
Der Ortsname ist eine Würdigung für Douwe Gerbrand Steyn von der nahe gelegenen Farm Bulhoek, den Großvater von Paul Kruger.

## Geographie und Klima
Steynsburg liegt am Rande der nördlich von ihr verlaufenden Zuurberg-Bergkette in der östlichen Karoo und gehört zur Lokalgemeinde Walter Sisulu. Die umgebende Bergszenerie der Zuurberge und Bamboesberge erreicht eine Höhe bis über 1800 Metern. Steynsburg liegt auf 1460 Meter. Hier sind die Sommertemperaturen hoch und im Winter gibt es kalte und klare Tage, bei denen es auch zu Schneefall kommen kann.

## Bevölkerung
Steynsburg hatte 2011 gemäß der Volkszählung 2488 Einwohner in 829 Haushalten auf einer Fläche von 14,70 km². Das waren 69,9 % Schwarze, 17,85 % Coloureds, 10,89 % Weiße, 1,33 % Andere und 0,04 % Inder oder andere Asiaten. Gesprochen wurde zu 61,25 % isiXhosa, 30,91 % Afrikaans, 3,82 % Englisch, 1,8 % indigene afrikanische Sprachen, 1,45 % andere Sprachen und zu 0,76 % Gebärdensprache. Zum urbanen Raum von Steynsburg gehört das Township Khayamnandi, das jedoch in der staatlichen Bevölkerungsstatistik als eigenständiger „main place“ ausgewiesen ist und 2011 gemäß Volkszählung 4724 Einwohner in 1337 Haushalten auf einer Fläche von 2,67 km² hatte.

## Geschichte
Die Siedlung entstand auf Initiative von Andries Petrus Johannes Steyn um die 1872 erbaute NGK-Kirche und wurde seit 1874 durch einen Dorfrat verwaltet.

## Wirtschaft und Infrastruktur
Steynsburg lebt von der Weidewirtschaft, hauptsächlich Schafe, und von Touristen, die wegen der Landschaft und der burischen Siedlergeschichte kommen.
In und um Steynsburg gibt es mehrere Grundschulen und zwei weiterführende Schulen. Im Ort befindet sich ein Krankenhaus sowie ein Seniorenheim.

## Verkehr
Steynsburg ist in der West-Ost-Richtung mit der Regionalstraße R56 erreichbar, die in Middelburg von den Nationalstraßen N9 und N10 abzweigt. Am östlichen Ortsausgang führt die Regionalstraße R390 nach Norden in Richtung Venterstad, ein Ort mit einem Regionalflugplatz (Venterstad Airport). Südlich von Steynsburg liegt der kleine Ort Hofmeyr, der auf der R390 erreichbar ist und ebenso über einen regionalen Flugplatz verfügt. Ein Eisenbahnanschluss besteht in Steynsburg nicht mehr.

## Sehenswürdigkeiten
- Gebirgslandschaft der Zuurberge und Bamboesberge in der Umgebung
- Farm Bulhoek, westlich von Steynsburg am Fuße der Zuurberglandschaft, ein historisches Gebäude und weitere bauliche Reste sowie ein Kraal in unmittelbarer Umgebung[8]
- Denkmal Ossewatrek von 1938 (anlässlich des 100jährigen Jubiläums des Voortrekker-Zugs) an der Regionalstraße R56
- Steynsburg Country Club, 9-Loch-Golfplatz[9]

## Söhne und Töchter des Ortes
- Jan Bonsma (1909–1992), Tierwissenschaftler
- Johannes Cornelis (Joon) van Rooy, Rektor des Potchefstroomse Universiteitskollege und zweimaliger Vorsitzender des Afrikaner Broederbond
- Andries Petrus Johannes Steyn (1823–1891), Stadtgründer
- Marais Steyn, Diplomat und Parlamentsabgeordneter
- Barend van der Walt (1914–unbekannt), Politiker